# Palencia
Palencia – miasto w północnej Hiszpanii, w regionie Kastylia i León, nad rzeką Carrión (dorzecze Duero), ośrodek administracyjny prowincji Palencia. Około 82 tys. mieszkańców (2007).
Ośrodek przemysłowo-handlowy regionu rolniczego głównie za sprawą uprawy zbóż. W mieście istnieje dość rozwinięty przemysł szczególnie: maszynowy, metalowy, włókienniczy i spożywczy. Węzeł kolejowy i drogowy, także ośrodek turystyczny.
W roku 1214 Alfons VIII Szlachetny, król Kastylii założył tu pierwszy hiszpański uniwersytet – studium generale, który jednak przestał istnieć już w XIV wieku.
W mieście jest stacja kolejowa Palencia.

## Zabytki
- Gotycka katedra San Antolín (patrona miasta) z XIV-XVI wieku, z kolekcją obrazów hiszpańskich malarzy m.in. El Greca
- XII-wieczny szpital San Antonio
- XII, XIII, XIV, XV-wieczne kościoły

## Współpraca
- Bourges, Francja